# Matthias Beckert
Matthias Beckert (* 1976) ist ein deutscher Dirigent, Chorleiter und Hochschullehrer.

## Leben
Matthias Beckert stammt aus Westheim (Knetzgau) und lehrt als Professor für Chorleitung an der Hochschule für Musik Karlsruhe. Zuvor war er Professor für Orchesterleitung an der Hochschule für Musik Detmold und Professor für Chorleitung an der Musikhochschule Würzburg. Weiter wirkte er bereits an der Hochschule für Musik in Hannover und als Gastprofessor an der Hochschule für Musik in Krakau.
Beckert studierte Orchesterleitung bei Yuuko Amanuma, Kirchenmusik bei Gerhard Weinberger, Schulmusik und Chorleitung mit Meisterklasse bei Jörg Straube.
Seit 1998 ist Matthias Beckert Leiter und Dirigent des Monteverdichors Würzburg. International konzertiert Matthias Beckert mit dem Vokalensemble Cantabile Regensburg, das er seit 2002 leitet. Er dirigierte zahlreiche Uraufführungen und engagiert sich besonders für die zeitgenössische Chormusik. Erst- und Uraufführungen präsentierte er in enger Zusammenarbeit mit Komponisten wie Krzysztof Penderecki, Wolfram Buchenberg, Zsolt Gárdonyi, Heinz Werner Zimmermann, Graham Lack, Josef Lammerz, Michael Ostrzyga, Alwin M.Schronen, Toshio Hosokawa, Wilfried Hiller und Carl Rütti. Der Komponist Heinz Werner Zimmermann widmete ihm das Chorwerk I got a robe und Zsolt Gárdonyi das Chorwerk Ein Tag vor dem Herrn ist wie tausend Jahre.
2007 wurde er zum Chordirektor der Suhler Singakademie und des Suhler Knabenchors berufen, welche er bis 2012 leitete.
Weiter ist er Gastdirigent bei Rundfunkchören (u. a. Polnischer Rundfunkchor) und Orchestern wie dem Bach-Collegium Stuttgart, den Hofer Symphonikern, der Jenaer Philharmonie, den Nürnberger Symphonikern, der Thüringen Philharmonie Gotha, den Thüringer Symphonikern Saalfeld-Rudolstadt und der Vogtland Philharmonie. Er arbeitet mit Ensembles der Alten Musik wie der Akademie für Alte Musik Berlin, dem Concert Royal Köln oder dem Würzburger Barockorchester. Von 1999 bis 2005 war er Dirigent des Orchesters Pizzicato.
Konzertdirigate führten ihn u. a. nach Frankreich, Italien, Spanien, Polen, Ungarn und Japan.
Seine Arbeit findet Niederschlag in Rundfunk-, Fernseh- und CD-Aufnahmen.

## Ehrungen und Auszeichnungen
- 2007 Kulturmedaille der Stadt Würzburg für den von Beckert geleiteten Monteverdichor.[20]
- 2009 Auszeichnungen für die unter seinem Dirigat stehenden Chöre Monteverdichor Würzburg und Vokalensemble Cantabile Regensburg beim Bayerischen Chorwettbewerb des Bayerischen Musikrates, Weiterleitung zum Deutschen Chorwettbewerb 2010 in Dortmund.[21]
- 2010 Deutscher Chorwettbewerb: 2. Preis.[22]
- 2010 Chorleiterstipendium des Deutschen Musikrats.
- 2012 Orlando-di-Lasso-Medaille des Bayerischen Sängerbunds für seine besonderen musikalischen Leistungen und Verdienst um die Chormusik (mit Cantabile Regensburg).[23][24]
- 2013 Bayerischer Chorwettbewerb: zwei 1. Preise
- 2014 Deutscher Chorwettbewerb in Weimar: 1. Preis mit dem Monteverdichor Würzburg.[25]
- 2015 Förderpreis für Musik der Keck-Köppe-Stiftung mit dem Monteverdichor Würzburg.[26]
- 2016 Internationalen Chorwettbewerbs Budapest: 1. Platz mit Cantabile Regensburg und Preis für das beste Dirigat.[27]
- 2018 Hauptpreis der Stiftung Bücher-Dieckmeyer.[28][29]
- 2022 Bayerischer Chorwettbewerb: 1. Preis mit Cantabile Regensburg[30]
- 2023 Deutscher Chorwettbewerb Hannover: 2. Platz mit Cantabile Regensburg[31]
- 2023 Kulturpreis der Stadt Würzburg mit dem Monteverdichor[32]